# ハラダ記念日
「ハラダ記念日」とは、1997年にSonyの傘下である芸能事務所「Hit&Run」の所属アーティストによる合作曲で、「HIT&RUN 2000GTR-S」オリジナルテーマソングになっている。
タイトルに含まれている「ハラダ」とは、Hit&Run（現:SMA）の代表取締役会長である原田公一を指している。
音源はイベント入場者にのみ配布された非売品CD。現在までに一般販売はされず、音源は非売品CDのみ収録。
本項では、2007年のイベントで披露された「ハラダ記念樹」についても触れる。

## ハラダ記念日
ハラダ記念日
作詞・作曲・演奏・歌／2000 ALL STARS(トゥサウザンオールスターズ)
- CD EXTRA使用。(ゲーム、各アーティストのバイオグラフィ、音源PV、特設サイト(現在閉鎖)など収録)
- 1997年8月に全国3ケ所で開催されたイベント「Hit&Run 2000GTR-S」にて、入場者に8cmシングルとして無料配布された[2]。

### 2000 ALL STARS
- 奥田民生
- 阿部義晴
- 斉藤誠
- SPARKS GO GO（八熊慎一、橘あつや、たちばな哲也）
- PUFFY（大貫亜美、吉村由美）
- VANNILA（笹本希絵、野山昭雄、川西幸一、坂巻晋）
- ACO
- 橘いずみ
- NANA（現：近藤名奈）

## ハラダ記念日'99
ハラダ記念日'99
作詞・作曲・演奏・歌／2000 ALL STARS(トゥサウザンオールスターズ)
- CD EXTRA使用。(ゲーム、各アーティストのバイオグラフィ、音源PV、特設サイト(現在閉鎖)など収録)
- 1999年12月に開催されたイベント「Hit&Run 2000GTR-F」にて、入場者にCD(マキシシングル)として配布された[3]。

### 2000 ALL STARS'99
- 奥田民生
- 阿部義晴 - 当時個人事務所へ独立していたが、キーボード奏者がいないという理由で友情参加となった。
- 木内健
- 斎藤誠
- SPARKS GO GO（八熊慎一、橘あつや、たちばな哲也）
- PUFFY（大貫亜美、吉村由美）
- 橘いずみ
- THE WONDER SOUL STYLE（磯伸明、伊藤豪、大堀寛顕、土屋聡）

## ハラダ記念樹
2007年9月15日に若洲公園で開催された「Hit& Runちゃん祭り2007 〜ワカす※バンド天国！〜」のために書き下ろされた楽曲で、同イベントのアンコールで披露された。
作詞は奥田民生、SPARKS GO GO、PUFFY、作曲はフジファブリック、シュノーケル、キャプテンストライダムが手がけた。

### Hit&Run軍団
- 奥田民生
- SPARKS GO GO
- PUFFY
- フジファブリック
- シュノーケル
- キャプテンストライダム